# Antipino (Kaliningrad)
Antipino (russisch Антипино, deutsch Anstippen, 1938–1945: Ansten, litauisch Anstipiai) ist ein verlassener Ort im Rajon Neman der russischen Oblast Kaliningrad.
Die Ortsstelle befindet sich vier Kilometer südwestlich von Schilino (Szillen) an der Kommunalstraße 27K-205, die in Bobry (Babillen/Billen etc.) von der aus Schilino kommenden Kommunalstraße 27K-068 abzweigt.

## Geschichte
Anstippen, zunächst Angstippen genannt, war um 1780 ein meliertes Dorf mit elf Feuerstellen. 1874 wurde die Landgemeinde Anstippen namensgebend für einen neu gebildeten Amtsbezirk im Kreis Ragnit. 1931, nun im Kreis Tilsit-Ragnit, wurde die Landgemeinde Wilkawischken an die Landgemeinde Anstippen angeschlossen. Anstippen wurde 1938 in Ansten umbenannt, der Ortsteil Wilkawischken hieß nun Wildhegen.
1945 kam der Ort in Folge das Zweiten Weltkriegs mit dem nördlichen Ostpreußen zur Sowjetunion. 1950 erhielt das eigentliche Anstippen/Ansten den russischen Namen Antipino und wurde dem Dorfsowjet Schilinski selski Sowet im Rajon Sowetsk zugeordnet. Antipino wurde vor 1988 aus dem Ortsregister gestrichen.

### Einwohnerentwicklung
| Jahr | Einwohner | Bemerkungen                              |
| ---- | --------- | ---------------------------------------- |
| 1867 | 142       |                                          |
| 1871 | 128       |                                          |
| 1885 | 155       |                                          |
| 1905 | 127       | davon 22 litauischsprachige              |
| 1910 | 158       |                                          |
| 1933 | 200       | Einschließlich Wilkawischken             |
| 1939 | 177       | Einschließlich Wildhegen (Wilkawischken) |

### Amtsbezirk Anstippen (Ansten) 1874–1945
Der Amtsbezirk Anstippen wurde 1874 im Kreis Ragnit eingerichtet. Er bestand zunächst aus elf Landgemeinden (LG) und drei Gutsbezirken. Um 1900 kamen aus dem aufgelösten Amtsbezirk Ostwethen weitere fünf Landgemeinden und ein Gutsbezirk hinzu. Seit 1922 gehörte der Amtsbezirk zum Kreis Tilsit-Ragnit.
| Name                           | Änderungsname von 1938 | Russischer Name nach 1945 | Bemerkungen                                                                            |
| ------------------------------ | ---------------------- | ------------------------- | -------------------------------------------------------------------------------------- |
| Anstippen (LG)                 | Ansten                 | Antipino                  |                                                                                        |
| Bebruwethen (GB)               | Bebern                 |                           | 1928 zur LG Schattlauken                                                               |
| Dejehnen (LG)                  | Dehnen                 | Wischnewoje               | 1929(?) zur LG Paballen                                                                |
| Gerlauken (GB)                 |                        | Fjodorowo                 | gehörte zunächst zum Amtsbezirk Ostwethen, 1928 zur LG Ostwethen                       |
| Jägerkrug (LG)                 |                        | Majakowskoje              |                                                                                        |
| Jodszehmen (LG)                | Schwarzerd             | Polewoje                  | gehörte zunächst zum Amtsbezirk Ostwethen, 1932 zur LG Stannen (ex Wittgirren-Stannen) |
| Krebschen (LG)                 | Eichbaum               | Pokrowskoje               | gehörte zunächst zum Amtsbezirk Ostwethen                                              |
| Ostwethen (LG)                 | Ostfelde (Ostpr.)      |                           | gehörte zunächst zum Amtsbezirk Ostwethen                                              |
| Paballen (LG)                  | Werfen (Ostpr.)        | Wischnewoje               |                                                                                        |
| Pakullen (LG)                  | Fuchshausen            |                           |                                                                                        |
| Petratschen [Ksp Szillen] (LG) | Petersmoor             | Tuschinskoje              |                                                                                        |
| Popelken (LG)                  | Bruchfelde             | Prudowka                  |                                                                                        |
| Rablauken, Forst (GB)          |                        |                           | 1928 zur LG Uszlauszen im Amtsbezirk Neuhof                                            |
| Schattlauken (LG)              | Schattenau             | Prudowka                  |                                                                                        |
| Schwirblienen (LG)             | Mühlenhöh              |                           | zunächst Szwirblienen                                                                  |
| Sziedlauken (GB)               |                        | Assafjewo                 | 1928 zur LG Abschruten im Amtsbezirk Grünheide im Landkreis Insterburg                 |
| Uszberszen (LG)                | Birkenweide            | Fjodorowo                 | gehörte zunächst zum Amtsbezirk Ostwethen, 1936 bis 1938: Uschberschen                 |
| Uszelxnen (LG)                 | Erlenbruch             | Wischnewoje               | 1936 bis 1938: Uschelxnen                                                              |
| Wilkawischken (LG)             | Wildhegen              | Kopalewo                  | 1931 zur LG Anstippen                                                                  |
| Wittgirren-Stannen (LG)        | Stannen (1932)         | Schustowo                 | gehörte zunächst zum Amtsbezirk Ostwethen                                              |

1935 wurden die Landgemeinden in Gemeinden umbenannt. 1939 wurde der Amtsbezirk in Ansten umbenannt. Im Januar 1945 gehörten ihm noch die 13 Gemeinden Ansten, Birkenweide, Bruchfelde, Eichbaum, Erlenbruch, Fuchshausen, Jägerkrug, Mühlenhöh, Ostfelde (Ostpr.), Petersmoor, Schattenau, Stannen und Werfen (Ostp.) an.

## Kirche
Anstippen/Ansten gehörte zum evangelischen Kirchspiel Szillen.